# Maria Benemann
Maria Benemann (geb. Maria Dobler; * 5. April 1887 in Herrnhut; † 11. März 1980 in Überlingen) war eine deutsche Schriftstellerin.

## Leben
Ihre Jugend verbrachte Dobler in Dresden, wo sie zur Fröbelkindergärtnerin ausgebildet wurde. Nach ihrer Heirat 1906 mit Gerhard Benemann, Buchhändler und Gründer des Horen Verlags, lebte sie im Haus „Insel Poet“ in Neu-Finkenkrug in einem der Landhäuser, die 1908 aufgrund eines von der Zeitschrift „Die Woche“ veranstalteten Wettbewerbs errichtet worden waren. 1907 brachte sie eine Tochter und 1911 einen Sohn zur Welt. Nach dem Tod ihres Mannes, der 1914 an einer Kriegsverletzung starb, musste sie das Haus 1915 aufgeben. In ihren Erinnerungen beschreibt sie die Jahre dort als die glücklichsten ihres Lebens. 
Bei Aufenthalten in Worpswede hatte sie sich mit Heinrich Vogeler befreundet, aber auch mit den Dichtern Richard Dehmel, Rainer Maria Rilke, Franz Werfel und dem Architekten Walter Gropius verbanden sie enge Beziehungen. 1914 hatte sie erste Gedichte in den Weißen Blättern veröffentlicht, 1915 folgte ein erster Gedichtband. Die Gedichte sind thematisch stark geprägt vom Grauen des Krieges, zum Beispiel in Herr, nun ist Zeit oder in Krieg:
Herr, ich bin Dein. Nimm mich als Deine Geisel,

Und wirf mich tausendfach den Furien hin,

Und form aus meinen Wirbeln Dir den Meißel,

Für neue Werte, wenn ich nicht mehr bin.
Es folgte ein Märchen und ein Novellenband 1916. Schließlich erschien 1978 der Erinnerungsband Leih mir noch einmal die leichte Sandale.
Nach dem Zweiten Weltkrieg lebte Benemann für einige Jahre in Mexiko, danach in Großhansdorf bei Hamburg. 

## Werke
- Wandlungen. Gedichte. Verlag der Weißen Bücher, Leipzig 1915.
- Die Reise zum Meer. Märchen. Kiepenheuer, Weimar 1915.
- Kleine Novellen. Kiepenheuer, Weimar 1916.
- Joachim Benemann (Hrsg.): Leih mir noch einmal die leichte Sandale. Erinnerungen und Bewegungen. Christians, Hamburg 1978.